# 庸州 (四川省)
庸州（ようしゅう）は、中国にかつて存在した州。
585年（開皇5年）、隋代により設置される。605年（大業元年）に廃止となり、管轄区域は信州に統合された。

## 下部行政区画
- 石城県
- 務川県
- 扶陽県